# Diploexochus formicarum
Diploexochus formicarum är en kräftdjursart som beskrevs av Gustav Budde-Lund 1909. Diploexochus formicarum ingår i släktet Diploexochus och familjen Armadillidae. Inga underarter finns listade i Catalogue of Life.